# Quartucciu
Quartucciu är en ort och kommun i storstadsregion Cagliari, innan 2016 provinsen Cagliari, i regionen Sardinien i Italien. Kommunen hade 13 264 invånare (2017).